# Fernando Rielo
Fernando Rielo Pardal (* 28. August 1923 in Madrid, Spanien; † 6. Dezember 2004 in New York, USA) war ein spanischer Schriftsteller und Gründer der Missionare Identes.
Rielo gründete im Jahre 1959 die Missionare Identes auf Teneriffa. Identis ist heute in 25 Ländern, in Europa, Amerika, Asien und Afrika vertreten. In Deutschland sind sie in den Diözesen Berlin und Köln (Neuss) tätig. Rielo hat ebenfalls die Idente-Schule (Institut zur Erforschung der Geisteswissenschaften) und die Fernando-Rielo-Stiftung gegründet.
Rielo veröffentlichte zahlreiche Schriften zur Metaphysik, Theologie, Literatur und Poesie. 
Fernando Rielo starb im Dezember 2004 im Alter von 81 Jahren in New York.